# Белякова, Анастасия Евгеньевна
Анастаси́я Евге́ньевна Беляко́ва (1 мая 1993, Златоуст) — российская боксёрша, чемпионка мира, Европы и победительница Европейских игр. Заслуженный мастер спорта. Бронзовый призёр Олимпийских игр 2016 года.

## Биография
В возрасте 9-ти лет осталась без отца, росла без матери, её опекуном была бабушка. Живёт вместе с ней и старшей сестрой. С 13 лет занимается боксом в златоустовской СДЮСШОР № 5 под руководством тренера Евгения Тарасова, который предложил ей перейти в этот вид спорта из лыжных гонок.
На чемпионате мира 2010 года в весовой категории до 60 кг заняла 5-8 место. В том же году выиграла чемпионат Европы среди юниоров, а в следующем стала чемпионкой мира среди девушек не старше 18 лет. Серебряный призёр Всемирных игр боевых искусств 2013 года и победительница всероссийской Спартакиады молодёжи 2014 года. Шестикратная чемпионка России (2012, 2013, 2015, 2017, 2018, 2019).
В 2014 году выиграла золото чемпионата Европы и мира. В финале европейского первенства Анастасия Белякова победила англичанку Наташу Джонас, а в финале чемпионата мира англичанку Сэнди Райан. Через год Белякова вновь победила в своей весовой категории на Европейских играх, и после этого перешла в категорию до 60 кг в которой завоевала серебро чемпионата мира, уступив француженке Эстель Моссели, но при этом завоевав олимпийскую лицензию.
На Олимпийских играх 2016 года Белякова в четвертьфинале победила американку Микаэлу Майер, а в полуфинальном бою с Эстель Моссели получила травму локтевого сустава и проиграла встречу техническим нокаутом. Это поражение принесло сборной России первую в истории бронзу Олимпийских игр в женском боксе. Белякову с медалью поздравили премьер-министр России Дмитрий Медведев и губернатор Челябинской области Борис Дубровский.
На чемпионате мира 2018 года, в поединке 3-го раунда (1/8 финала), 18 ноября, в упорной борьбе уступила китаянке Янг Венлу, завершив выступление на мировом первенстве. В первом раунде была освобождена от поединков, а во втором туре победила спортсменку из Панамы Элизу Уильямс.
На II Европейских играх 2019 года в Минске, в весовой категории до 60 кг завоевала бронзовую медаль.

## Награды
- Медаль ордена «За заслуги перед Отечеством» II степени (25 августа 2016 года) — за высокие спортивные достижения на Играх XXXI Олимпиады 2016 года в городе Рио-де-Жанейро (Бразилия), проявленные волю к победе и целеутремленность[10].